# Tàn tích (địa chất)

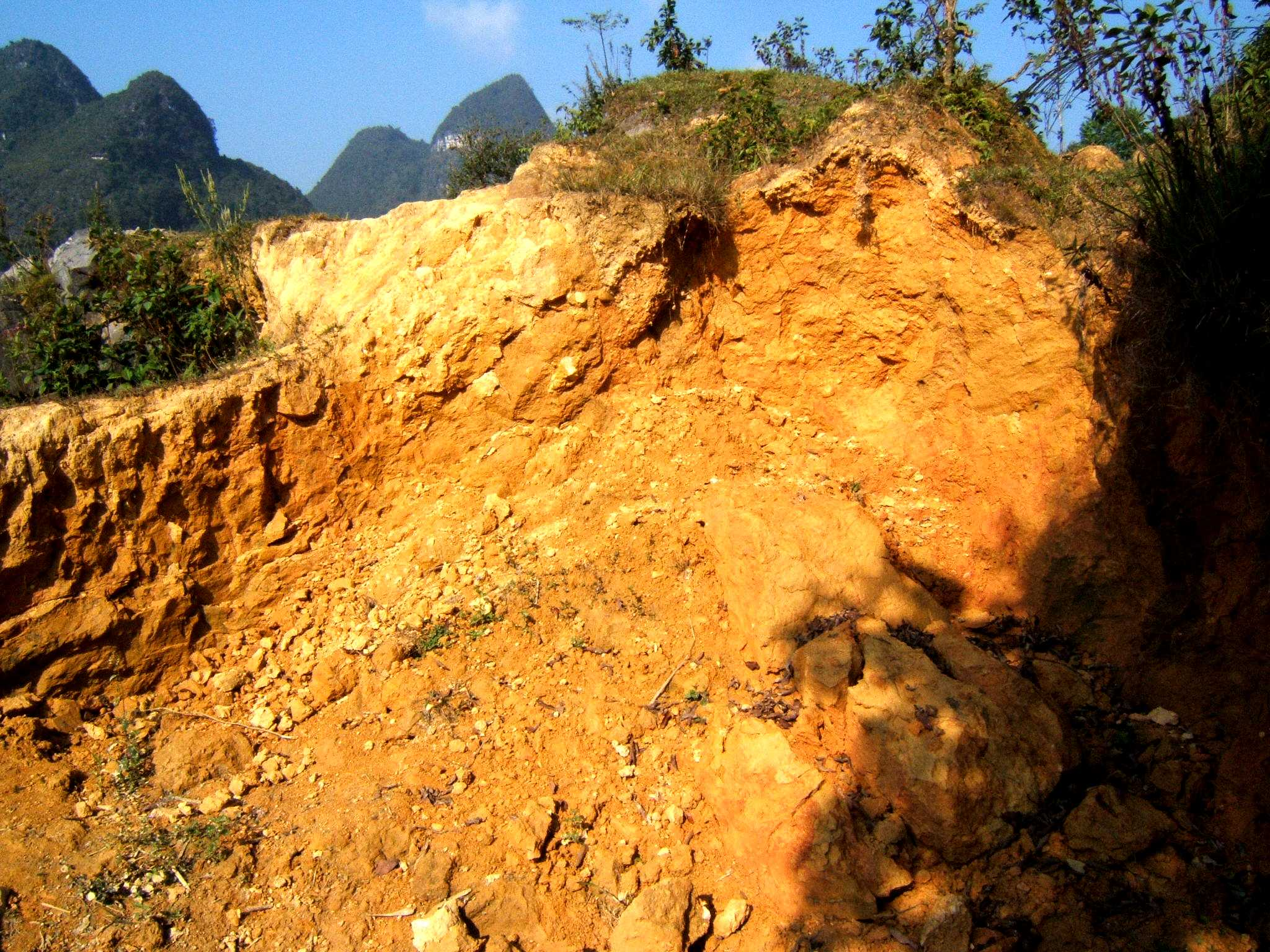
Tàn tích ở mỏm đồi Hà Giang

Trong Địa chất học tàn tích hay eluvi là những trầm tích địa chất và đất có nguồn gốc từ phong hóa, nằm tại chỗ hoặc có sự dịch chuyển và tích lũy lại do trọng lực .
Tác động phong hóa dẫn đến làm đá gốc bở rời và rửa trôi các tầng địa chất. Các vật liệu còn lại nằm tại chỗ hoặc dịch chuyển gần được gọi là tàn tích.
Có sự khác biệt trong việc sử dụng thuật ngữ này trong địa chất và khoa học đất. Trong khoa học đất, sự tích tụ là sự vận chuyển vật liệu đất từ các lớp đất trên cao xuống các vùng thấp hơn do nước cuốn trôi, và sự tích tụ của vật liệu này ở nơi thấp hơn được gọi là phù sa (illuvial) . Sự lắng kiểu phù sa xảy ra khi lượng mưa vượt quá lượng bốc hơi. Trong địa chất học, vật liệu bị cuốn đi được xem là không liên quan và chỉ các vật liệu còn nằm lại là tàn dư..